# Knobel (cràter marcià)
Knobel és un cràter d'impacte del planeta Mart situat a 6.6° nord i a 133.2° est. L'impacte va causar un forat de 129 km de diàmetre. El nom va ser aprovat el 1973 per la Unió Astronòmica Internacional, en honor de l'astrònom britànic Edward B. Knobel.